# Sobrecarga (informática)
Sobrecarga es la capacidad de un lenguaje de programación, que permite nombrar con el mismo identificador diferentes variables u operaciones.
En programación orientada a objetos la sobrecarga se refiere a la posibilidad de tener dos o más funciones con el mismo nombre pero funcionalidad diferente. Es decir, dos o más funciones con el mismo nombre realizan acciones diferentes. El compilador usará una u otra dependiendo de los parámetros usados. A esto se llama también sobrecarga de funciones.
También existe la sobrecarga de operadores que al igual que con la sobrecarga de funciones se le da más de una implementación a un operador.
El mismo método dentro de una clase permite hacer cosas distintas en función de los parámetros.
Java no permite al programador implementar sus propios operadores sobrecargados, pero sí utilizar los predefinidos como el +. C++, por el contrario si permite hacerlo.

## Sobrecarga de métodos
Algunos métodos en una clase pueden tener el mismo nombre.
Estos métodos deben contar con diferentes argumentos.
El compilador decide qué método invocar comparando los argumentos.
Se generara un error si los métodos tienen definidos los mismos parámetros.

## EjemploArticulo.java
```
public
 
class
 
Articulo
 
{

   
private
 
float
 
precio
;

   
public
 
void
 
setPrecio
()
 
{

        
precio
 
=
 
0
;

   
}

   
public
 
void
 
setPrecio
(
float
 
nuevoPrecio
)
 
{

        
precio
 
=
 
nuevoPrecio
;

   
}

}

```

DiferenciasEn el caso anterior, el método setPrecio tiene diferentes tipos de entrada de parámetros, en el primer caso este no acepta valores de entrada y en el segundo este acepta un valor de tipo float.
EjemploTenemos un método que soporta varios tipos de parámetros, entonces cuando hacemos uso de este, lo que hace el compilador es buscar el que posee ese tipo de parámetros
```
Color
 
(
int
 
r
,
 
int
 
g
,
 
int
 
b
)

Color
 
(
float
 
a
,
 
float
 
b
,
 
float
 
c
)

//--------------------------------------------

//r,g,b (son valores enteros entre 0 y 255)

//a,b,c (son valores flotantes entre 0.0 y 1.0)

```

Entonces cuando hacemos una llamada a este método (en este caso sería un constructor), el compilador hace referencia al tipo de parámetros.
La sobrecarga sería redefinir cualquiera de estos métodos utilizando los mismos parámetros pero para un proceso distinto.
- Datos: Q1091461